# خرونوس
خرونوس يعني بالإغريقية (الزمن) وهو في الأساطير الإغريقية إله الزمن ويجسد انتهاء الزمن والعمر.
بعض الحكايات خلطت بينه وبين كرونوس لكن هذا ليس إلا تأثيل شعبي، إذ أنه لا علاقة بين الاثنين. حسب الأورفكريين فإن خرونوس خلق نفسه بنفسه من كاوس.
لعب خرونوس في كتابات وأشعار الأورفكريين دوراً هاماّ ومع ذلك لم توجد طقوس مرتبطة به، إذ أنه لم يعبد، كما أنه لا يعرف له تماثيل ولا صور في الفن اليوناني القديم أو الكلاسيكي.
أقدم تمثيل له موجود على لوحة حجرية (ريلييف) من العهد الهليني حيث يظهر كهيئة بلا لحية وبأجنحة كبيرة.
خرونوس كفانس، لم يكن له علاقة بالطقوس والعبادات الإغريقية.
من القرن الرابع عشر بعد الميلاد فصاعداً، يُمثل خرونوس في الفن ككهل له لحية طويلة ويحمل منجلاً وساعة رملية زجاجية. وفي المرحلة الباروكية بدأت تظهر إلى جانبه هيئات وأشكال أنثوية ناحبة أو حزينة.